# Patrick Wayne
Patrick John Wayne, född Patrick John Morrison 15 juli 1939 i Los Angeles, Kalifornien, är en amerikansk skådespelare och andra son till filmstjärnan John Wayne och dennes första hustru, Josephine Alicia Saenz. Patrick Wayne gjorde över 40 filmer under sin karriär, däribland nio med sin far. Dessutom var Wayne programledare för TV-programmen "Tic-Tac-Dough" och "Monte Carlo Show" 1980.

## Filmroller
- 1955 – Nattpermission
- 1956 – Förföljaren
- 1960 – The Alamo
- 1963 – McLintock!
- 1964 – Cheyenne Autumn
- 1965 – 7 tappra män
- 1968 – De gröna baskrarna
- 1971 – Big Jake
- 1977 – Sinbad och tigerns öga
- 1988 – Young Guns